# Рославль-Новозибківська операція

## Передумови
Проводилася в часі з 30 серпня по 12 вересня 1941 року. Армії Центрального фронту, маючи оперативне шикування в один ешелон — без резервів — не змогли відбити наступ супротивника; по всьому фронту утворилися широкі розриви між радянськими підрозділами. За відсутності людських резервів, боєприпасів та військової техніки, радянські війська відступають в південному та південно-східному напрямах. Задля прикриття Брянського напряму 16 серпня на зімкненні Резервного та Центрального фронтів створюється Брянський фронт. До складу фронту вводяться 3-тя (генерал-майор Я. Г. Крейзер), 13-та, 21-ша (генерал-лейтенант В. І. Кузнецов), 50-та (генерал-майор М. П. Петров) армії.
З німецького боку радянським формуванням протистояли 2-га танкова група та частини 2-ї і 4-ї польових армій групи армій «Центр» Федора фон Бока, котрі проводили наступ в напрямі на Стародуб і Конотоп — в тили Південно-Західного фронту.
Задля розбиття танкової групи Гудеріана 25 серпня Ставка ВГК включає до складу Брянського фронту 3-тю та 21-шу армії Центрального фронту, а сам Центральний фронт скасовується.

## Хід операції
26 серпня 3-тя німецька дивізія починає просуватися з боями на Новгород-Сіверський; за підтримки авіації та артилерії, відтісняє 143-ю дивізію генерала Д. П. Сафонова, оволоділа містом та захопила плацдарм на західному березі Десни.

Ешелон з бійцями та командирами 50-ї армії Брянського фронту, серпень 1941 року

Для знешкодження німецького прориву за Десну перекидаються 132-га стрілецька дивізія; одночасно силами ослаблених в боях 155-ї, 269-ї, 282-ї, 307-ї стрілецьких та 4-ї кавалерійської дивізій організовується контрудар на Стародуб.
Німецький 47-й танковий корпус генерала танкових військ Й. Лемельзена проводить контрнаступ, зосереджуючи удар на правий фланг радянських сил, почалися напружені бої в міжріччі Десни та Судості; в цих умовах з боями просунутися змогла тільки 155-та дивізія полковника П. О. Александрова.
27 серпня радянське керівництво приймає рішення протягом 29-31 серпня провести повітряну операцію проти німецької 2-ї танкової групи на Брянському напрямі; участь мали брати орієнтовно 450 літаків. При цьому чотири дивізії 50-ї армії у взаємодії з 43-ю армією Резервного фронту мали розбити нацистські сили в районі Жуковки — Дубровки та зайняти Рославль. В подальшому до 15 вересня планувалося силами Брянського фронту вийти на лінію Петровичі — Климовичі — Новозибков — Щорс.
Ранком 28 серпня кілька моторизованих дивізій 27-го та 47-го танкових корпусів Гудеріана повели загальний наступ на Трубчевськ та південніше; головний удар прийшовся на Почеп, Мосточну, Семці, охоплюючи радянський південний фланг біля Погара та Трубчевська, допоміжний удар здійснили з району Вітемля на станцію Зноб; радянські війська відходять за Десну. 24-й танковий корпус силами 3-ї і 4-ї танкових дивізій та 10-ї моторизованої прориває радянську оборону на зімкненні 13-ї і 21-ї армій та рухається на Новгород-Сіверський і Ворожбу.
За наказом генерала Андрія Єрьоменка наступного дня проводиться контрнаступ у напрямку Погара та Воронська проти німецьких танків, що вклинилися в радянську оборону. Три радянські дивізії 50-ї армії за підтримки авіації та ціною величезних втрат змогли відкинути німецькі ударні сили, проте за повної переваги ворожих сил порив наступу швидко згас, після перекидання на цю ділянку фронту основних резервів німецькі війська завдають нового удару.
Для відкинення німецького наступу Єрьоменко на правому фланзі 50-ї армії вводить щойностворену фронтову рухому групу — 4-та кавалерійська, 108-ма танкова дивізії та ще одна дивізія — на чолі з одним із заступників командира фронту генерал-майором А. М. Єрмаковим. Мобільна група завдала зустрічного удару в напрямі Погара, цим запобігши подальшому відходу радянської 13-ї армії за Десну; Трубчевськ залишався під контролем Червоної армії.
29 серпня 4-та німецька танкова дивізія перейшла через Десну, 10-та мотодивізія зайшла північніше Коропа, але була вибита радянською контратакою на протилежний берег.
Повітряна операція проводилася з 28 серпня по 5 вересня силами ВПС Брянського фронту (генерал-майор авіації Ф. П. Полинін) та 1-ї резервної авіаційної групи резерву Веховного Головнокомандування (полковник М. К. Трифонов). Радянська авіація проводила масовані удари по німецьких танкових та моторизованих колонах поблизу Новгорода-Сіверського, Стародуба та Унечі, здійснивши за ці дні понад 4000 бойових вильотів. Генерал-майор Г. Ф. Захаров доповідав, що було знищено близько 200 танків, до 900 автомобілів, 20 бронеавтомобілів, 1 склад палива, збито 55 німецьких літаків; радянські втрати склали 42 літаки.
Вночі з 29 на 30 серпня 23 екіпажі тяжких бомбардувальників ТБ-3 завдають першого удару, за 30 серпня фронтова авіація в чотири хвилі здійснила 650 вильотів на Стародубському та Мглин-Почепському напрямках.
Ставка ВГК планувала провести операцію по ліквідації німецького наступу в часі з 30 серпня по 15 вересня, ставилося завдання ліквідувати 3-тю, 17-ту та 18-ту танкові й 29-ту моторизовані дивізії і на 15 вересня вийти на лінію Петровичі — Климовичі — Біла Діброва (Белая Дубрава) — Гута-Корецька — Новозибков — Щорс. Удар мав здійснюватися у двох напрямах — на Рославль з метою зищення німецьких сил в районі Жуковка — Дубровка; другий напрям — на Стародуб для зищення нацистських сил біля Почепа, Стародуба та Новгорода-Сіверського.
Для удару в напрямі Рославля виділялися:
- з фронту 50-ї армії — з району Вязовськ — Верешевський 278-ма, 279-та, 290-та, 299-та стрілецькі дивізії, 121-ша танкова бригада, один танковий батальйон, з району Дятьково — два полки Резерву головнокомандування та один мотопіхотний;
- на фронті 13-ї армії в Семенівському напрямі з лінії Погар — Грем'яч — Пушкарі — 6-та, 155-та, 307-ма стрілецькі, 147-ма танкова та 50-та танкова (без танків) дивізії та два полки з резерву;
- на фронті 21-ї армії трьом дивізіям наказувалося тримати оборону по річці Снов на лінії Карповичі — Городня та одночасно провести удар в напрямі Семенівки з лінії Сидоркін — Перелюб.

Вночі на 31 серпня починається танковий бій за 20 кілометрів від Трубчевська — з нацистського боку було задіяно близько 300 танків, їм протистояла 108-ма танкова дивізія. За перший день боїв радянські сили втратили 9 танків і ударами з повітря було знищено половину радянської артилерії. Бій тривав кілька днів, з радянського боку тут билася 108-ма танкова дивізія полковника С. О. Іванова. Дивізії довелося п'ять діб вести бої в оточенні. Керівництво Брянського фронту оцінило нацистські втрати в цьому бою у понад 4000 вбитими, знищеними до 140 автомашин, 110—115 танків, до 45 гармат. Досить сумнівно виглядає звіт того ж радянського командування про власні втрати: вбитими та пораненими — до 500 військовиків, 53 танки — в 108-й танковій дивізії, у 141-й танковій бригаді — 80 військових, втрачено 24 танки.
На початку вересня війська Брянського фронту почали активні дії біля Почепа та Трубчевська. Проте розгромити німецьку 2-гу танкову групу радянські війська не змогли, і нацистські танки прориваються в тили Південно-Західного фронту. Ударна група 50-ї армії намагалася провести наступ в напрямі Рославля, однак була зупинена у важких позиційних боях з 31-ю, 34-ю та 78-ю піхотними дивізіями 4-ї польової армії.
В ніч на 2 вересня німецька 29-та моторизована дивізія форсує Десну біля залізничного мосту на південь від Білої Берези та захопила плацдарм на північний захід від залізничної станції Зноб. Того ж дня радянські сили проводять контратаку — підрозділи 6-ї та 307-ї стрілецьких й 50-ї танкової дивізій; на захід від станції Зноб контратаку проводив 99-й полк 50-ї танкової дивізії, в бою було вбито до 400 німецьких вояків. Вдень 279-та стрілецька дивізія після артпідготовки проводить атаку в напрямі Вязовськ — Коробки та до вечора займає села Алешня, Любимівка, Слобода, Хлистовка. 2 вересня починають наступ частини моторизованої дивізії СС «Рейх» проти лівого крила Брянського фронту. Разом з тим два полки 279-ї стрілецької дивізії форсують Десну та займають Дєвочкіно.
Частини 3-ї та 13-ї армій за підтримки рухомої групи генерала Єрмакова вели напружені бої за населені пункти Зноб, Красна Слобода, Новий Василівськ, П'яний Рог — 260-та та 269-та стрілецькі дивізії, Семячки, Сенці, Сосновка, частина нацистських сил відходить за Десну. 3 вересня два полки німецької 29-ї мотодивізії за підтримки танків переправляються через Десну та 4 вересня захопили станцію Зноб; радянська 132-га стрілецька дивізія укріплювала оборонні позиції по річнці Торкна. Того ж 3 вересня в напружених боях підрозділи 279-ї радянської дивізії вибили нацистські сили з Голубеї та Берестка.
4 вересня з оточення з боєм вийшли рештки 108-ї танкової дивізії — 17 танків, 11 гармат, тилова служба — в цілому 1100 військових. До вечора того ж дня 279-та стрілецька дивізія продовжувала наступальні бої та змогла зайняти Нову Салинь. 121-ша радянська танкова бригада в бою розбила німецький батальйон, придушила вогнем дві артилерійські батареї, при цьому втративши 15 танків. Сили 3-ї армії під постійними ударами люфтваффе зайняли село Слобода Попсуєва, 280-та стрілецька дивізія зайняла Муравку. 5 вересня німецька авіація атакувала позиції 299-ї стрілецької дивізії 7 разів. 137-ма та 282-га стрілецькі дивізії після поповнення переходять в наступ на Мосточну, 4-та кавалерійська дивізія діяла з району Радинська.
Протягом 5-7 вересня 279-та стрілецька дивізія вела безуспішні спроби оволодіти Ріковичами. Того ж 5 вересня, за повного переважання наступаючих нацистських сил, Ставка ВГК дозволяє керівництву Брянського фронту створювати «загороджувальні загони», мотивуючи їх необхідність «танкобоязню частин на передовій».
7 вересня радянська 3-тя армія переходить до оборони, витіснивши на своїй ділянці німецькі частини за Десну скрізь, окрім Новгорода-Сіверського. Припинення наступальних дій радянської 3-ї армії надало Гудеріану можливість 7 вересня зняти 17-ту танкову та 29-ту моторизовану дивізії звідти та перекинути їх на ділянки наступу на 13-ту радянську та частково проти 40-ї армії Південно-Західного фронту.
8 вересня під Шостку починають прибувати перегруповані на фронті німецькі частини 17-ї танкової дивізії проти 141-ї радянської танкової бригади. Вісім днів тривали бої біля станції Жуковка на шосе Брянськ — Рославль, в ході яких 299-та стрілецька дивізія зазнала величезних втрат. На 12 вересня в дивізії у строю лишалося 500 бійців, при цьому з 7000 вояків штатного розрахунку було вбито близько 500, поранених — 1500, пропали безвісти — 4000. В запеклих боях група генерала Єрмакова завдала відчутних втрат нацистським силам 47-го танкового корпусу, проте у радянських військах не вистачило резерву для зайняття оборонного рубежу.
12 вересня німецькі сили проривають радянську оборону біля Шатрищ 143-ї стрілецької дивізії та заходить в тил 132-ї стрілецької. В цих умовах А. М. Городнянський приймає рішення відвести лівофлангові війська за річку Бичиха на лінію Глазово — Хутір-Михайлівський. В тому ж часі у розпорядження 21-ї армії надходять новосформована 298-ма стрілецька дивізія полковника М. О. Єрохіна та 141-ша танкова бригада полковника П. Г. Чернова з невеликою кількістю справних танків. Майже одночасно із штабу фронту до керівництва 21-ї армії надходить наказ провести удар на Шостку з допомогою новоприбулих сил.
Ранком 14 вересня після артилерійської підготовки частини 21-ї армії переходять у наступ, одночасно почали наступ німецькі 29-та моторизована та 293-тя піхотні дивізії; зав'язалися важкі зустрічні бої. 132-га стрілецька дивізія з боями оволоділа кількома населеними пунктами, 298-ма — містом Ямпіль; бойові дії інших радянських формувань успіху не мали.

## Результати
До середини вересня 279-та стрілецька дивізія, продершись в зайняті нацистами села, змогла просунутися вглиб на 7—10 кілометрів та повністю втратила наступальні можливості, 15 вересня отримала наказ перейти до оборони по Десні до гирла річки Сещі.
279-та стрілецька дивізія в боях розбила два німецькі полки, вбивши 1100 нацистських вояків, сама при цьому втратила 3040 військовиків.
До кінця операції в полках 299-ї дивізії у полках залишалося по 250—300 військових; при повному переважанні у нацистів в артилерії та авіації радянські військові почали по ночах здаватися в полон.
У ході операції війська Брянського фронту завдання з ліквідації німецької 2-ї танкової групи не виконали, але свої позиції війська фронту втримали, розрив же з Південно-Західним фронтом збільшився до 60 кілометрів.
Згідно з радянськими даними, нацистські війська втратили 3860 вбитими, 77 — полоненими, знищеними 288 літаків, 150 гармат, 54 літаки, 30 мінометів.
З радянської сторони, по тих же донесеннях, загинуло 3870 військових, поранено 11460, пропало безвісти 14900, полонено 68 (що видається дещо неправдоподібним), втрачено 134 танки, 59 літаків, 31 гармата.
307-ма стрілецька дивізія в боях під Новозибковом вбитими та пораненими втратила 70 % особового складу.
Із 17 стрілецьких, 5 кавалерійських та 1 танкової дивізій, що брали участь в операції, згідно з німецькими даними, було полонено 78 000 радянських військових, захоплено 700 гармат та 144 танки.